# دریاچه اوکوتاما

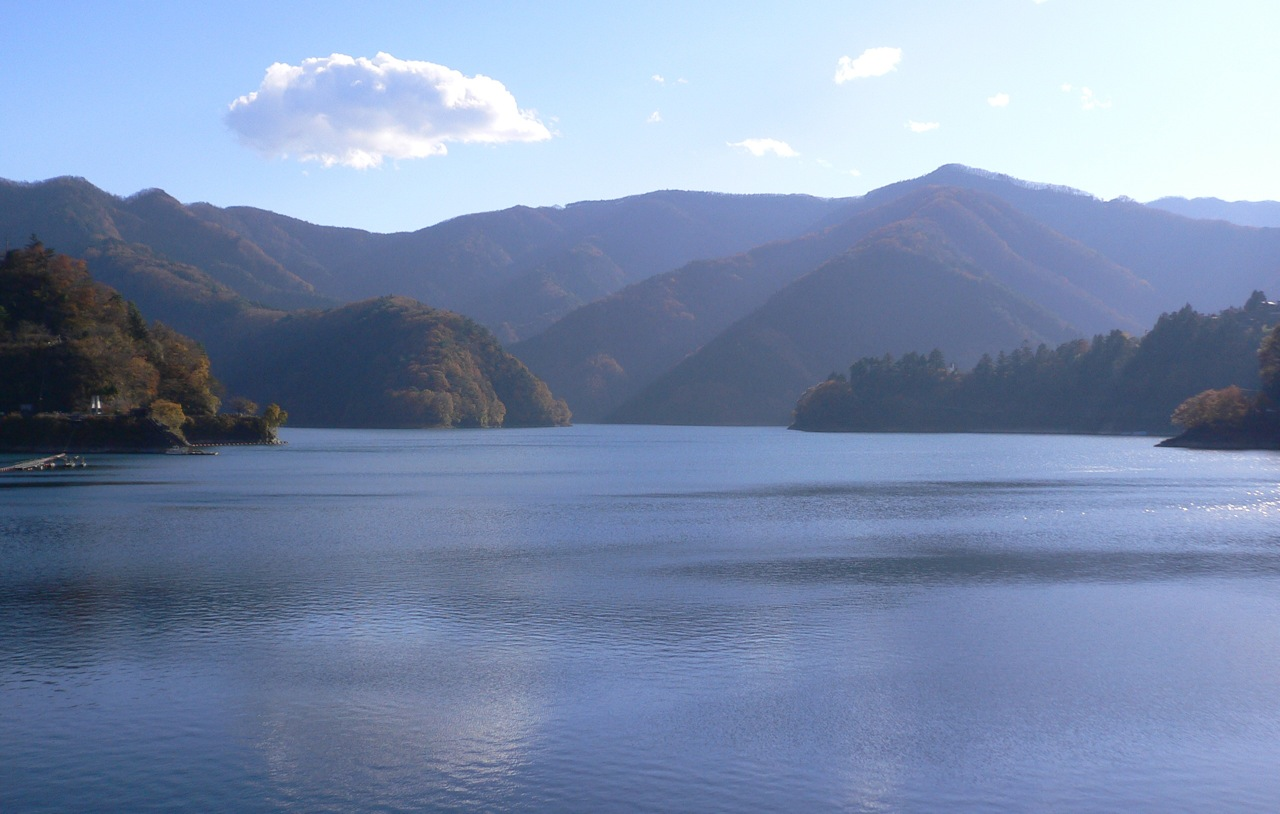
دریاچهٔ اوکوتاما در منطقه تاما.

دریاچهٔ اوکوتاما (به ژاپنی: 奥多摩湖  Okutamako) و با نام رسمی دریاچهٔ اوگواوچی (به انگلیسی: Ogōchi Reservoir) در مرز مابین استان یاماناشی و منطقه تامای غربی، در توکیو پایتخت ژاپن واقع شده‌است. این دریاچهٔ مصنوعی در پی ایجاد سد اوگواوچی در سال ۱۹۵۷ میلادی بر روی رود تاما به وجود آمده‌است. در آن زمان این سد بزرگترین مخزن آب آشامیدنی جهان محسوب می‌شد. در حال حاضر نیز در ژاپن بزرگترین مخزن آب آشامیدنی بشمار می‌آید. بخاطر داشتن مناظر زیبای طبیعی، این دریاچهٔ یکی از نقاط گردشگری توکیو محسوب می‌شود. ایستگاه قطار اوکوتاما آخرین ایستگاه خط اومه محسوب می‌شود. در نزدیک ایستگاه قطار اوکوتاما ایستگاه اتوبوس‌های شرکت غرب توکیو (به ژاپنی: 西東京バス株式会社) (به انگلیسی: Nishi Tokyo Bus Co.,Ltd) وجود دارد و در اطراف دریاچه وظیفهٔ حمل مسافرین را برعهده دارد.